# Liste öffentlich zugänglicher Kirchtürme in Deutschland
In der Liste öffentlich zugänglicher Kirchtürme in Deutschland werden Kirchen aufgeführt, deren Kirchturm über Treppen oder Aufzug öffentlich zugänglich ist.
Kirchtürme sind üblicherweise nicht für die Öffentlichkeit zugänglich. In manchen Kirchen ist jedoch eine Turmbesteigung möglich, oftmals täglich, teilweise nur an bestimmten Terminen oder im Rahmen einer Führung. Ein Aufzug ist nur in Ausnahmefällen vorhanden.
In manchen Kirchen kann auch die ehemalige Türmerstube besichtigt werden.
Eingangskriterien:
- Die Kirchturmhöhe sollte mehr als 50 m betragen.
- Die Kirchtürme sollten regelmäßig für Publikum begehbar sein, d. h. z. B., dass mindestens an sechs Tagen im Jahr ein Besuch (ggf. mit Führung) möglich sein sollte. Kirchtürme, die seltener zugänglich sind, z. B. nur einmal im Jahr am Tag des offenen Denkmals, gelten nicht als regelmäßig öffentlich zugänglich.

## Liste
| Name                                 | Ort                             | Turmhöhe | Platt- form- höhe | Stufen                            | Aufzug (ja/nein)                      | Anmerkungen und Einzelnachweise |
| ------------------------------------ | ------------------------------- | -------- | ----------------- | --------------------------------- | ------------------------------------- | --- |
| Ulmer Münster                        | Ulm Lage                        | 161,53 m | 143 m             | 768                               | nein                                  | Wegen Bauarbeiten ist ein Turmaufstieg derzeit nur bis 102 m möglich (Stand Oktober 2024). Ein Aufstieg auf die oberste Plattform wird frühestens 2026 wieder möglich sein. Dann nur noch mit eingeschränktem Zugang, etwa durch Führungen oder spezielle Besuchszeiten. Grund dafür sind strengere, umfangreiche Bestimmungen des Brandschutzes. |
| Kölner Dom                           | Köln Lage                       | 157,22 m | 97 m              | 533                               | nein                                  | [ 3 ] |
| Mahnmal St. Nikolai                  | Hamburg Lage                    | 147 m    | 76 m              | 0 (nur Aufzug)                    | ja (Nutzung obligat)                  | 2005 wurde ein barrierefreier Panoramafahrstuhl eingebaut |
| Hauptkirche Sankt Michaelis          | Hamburg Lage                    | 132,14 m | 83 m              | 452                               | ja, aber erst nach 52 Stufen          | Aufstieg wahlweise über Stufen oder Aufzug (nicht barrierefrei) |
| Hauptkirche Sankt Petri              | Hamburg Lage                    | 132 m    | 123 m             | 544                               | nein                                  | [ 6 ] |
| Schweriner Dom                       | Schwerin Lage                   | 117,5 m  | 50 m              | 220                               | nein                                  | [ 7 ] |
| Petrikirche                          | Rostock Lage                    | 116,93 m | 45 m              | 196                               | ja (barrierefrei)                     | Aufstieg wahlweise über Stufen oder Aufzug. Ab Mai 2024 ist der Turm wegen Bauarbeiten geschlossen. Der im Zweiten Weltkrieg zerstörte Kirchturm wurde 1994 wieder aufgebaut. |
| Freiburger Münster                   | Freiburg im Breisgau Lage       | 116 m    | 70 m              | 335                               | nein                                  | [ 9 ] |
| Kirchturm St. Andreas                | Hildesheim Lage                 | 114,5 m  | 74,8 m            | 364                               | nein                                  | Höchster Kirchturm Niedersachsens. |
| St.-Petri-Kirche                     | Lübeck Lage                     | 108,22 m | 50 m              | 57 + Aufzug                       | ja (nicht barrierefrei)               | Aufzugnutzung ist obligat |
| St.-Marien-Kirche                    | Stralsund Lage                  | 104 m    | 90 m              | 366                               | nein                                  | [ 12 ] |
| Nordturm Magdeburger Dom             | Magdeburg Lage                  | 104 m    | 81,5 m            | 433                               | nein                                  | nur mit Führung zugänglich |
| Dom St. Nikolai                      | Greifswald Lage                 | 100 m    | 60 m              | 262                               | nein                                  | [ 14 ] |
| Bremer Dom                           | Bremen Lage                     | 99 m     | 68 m              | 265                               | nein                                  | [ 15 ] |
| Frauenkirche                         | München Lage                    | 98,45 m  | 80 m              | 86 + Aufzug                       | ja (nicht barrierefrei)               | Aufzugnutzung obligat (?), (486 Stufen) |
| Berliner Dom                         | Berlin Lage                     | 98 m     | 50 m              | 270                               | nein                                  | [ 17 ] |
| St. Paul (München)                   | München Lage                    | 97 m     | 50 m (etwa)       | 252                               | nein                                  | Turmaufstieg nur während der Zeit des Oktoberfestes |
| Kaiserdom St. Bartholomäus           | Frankfurt am Main Lage          | 95 m     | 66 m              | 328                               | nein                                  | [ 19 ] |
| Südturm St. Andreas                  | Braunschweig Lage               | 94,6 m   | 72 m              | 389                               | nein                                  | [ 20 ] |
| Mariahilfkirche                      | München Lage                    | 93 m     | 40 m              | ?                                 | nein                                  | Im Rahmen kostenloser Führungen an den Wochenenden zur Zeit der Auer Dult |
| Kreuzkirche                          | Dresden Lage                    | 92 m     | 54 m              | 259                               | nein                                  | [ 22 ] |
| Basilika St. Martin                  | Amberg Lage                     | 91,5 m   | 62 m              | 300                               | nein                                  | Zugänglichkeit derzeit (2024) ungewiss |
| Frauenkirche                         | Dresden Lage                    | 91,23 m  | 67, m             | 174 + stufenloser Wendelgang      | ja, außer Betrieb (Stand 2024)        | Abstieg 263 Stufen ohne Lift |
| St. Peter                            | München Lage                    | 91 m     | 56 m              | 306                               | nein                                  | [ 25 ] |
| St. Georg                            | Nördlingen Lage                 | 89,9 m   | 70,3 m            | 350                               | nein                                  | [ 26 ] |
| Schlosskirche Wittenberg             | Wittenberg Lage                 | 88 m     | 63 m              | 296                               | nein                                  | [ 27 ] |
| Marienkirche                         | Neubrandenburg Lage             | 88 m     | 45,3 m            | ?                                 | ja, dazu Treppen (nicht barrierefrei) | [ 28 ] |
| Dreikönigskirche                     | Dresden Lage                    | 87,5 m   | 45 m              | 254                               | nein                                  | [ 29 ] |
| Dom St. Petri                        | Bautzen Lage                    | 84,45 m  | 49,1 m            | 239                               | nein                                  | [ 30 ] |
| Roter Turm                           | Halle (Saale) Lage              | 84 m     | 43 m              | 196                               | nein                                  | geöffnet nur mit Führung, freistehender Glockenturm mit größtem Carillon Europas |
| Peterskirche                         | Görlitz Lage                    | 84 m     | 27 m              | 148                               | nein                                  | [ 32 ] |
| St.-Nikolai-Kirche                   | Löbau Lage                      | 83,5 m   | 35,5 m            | 180                               | nein                                  | geöffnet nur mit Führung |
| Heiliggeistkirche                    | Heidelberg Lage                 | 82 m     | 38 m              | 208                               | nein                                  | [ 34 ] |
| Erfurter Dom                         | Erfurt Lage                     | 81,26 m  | keine Plattform   | 177 (im Dom) 70 (Domtreppe außen) | nein                                  | geführte Turmbesteigungen zum Glockenturm |
| Meißner Dom                          | Meißen Lage                     | 81 m     | 50 m              | 304                               | nein                                  | geöffnet nur mit Führung |
| Marienkirche                         | Wismar Lage                     | 80,5 m   | 67 m              | 319                               | nein                                  | geöffnet nur mit Führung |
| Marienkirche                         | Osnabrück Lage                  | 80 m     | 40 m              | 190                               | nein                                  | [ 38 ] |
| St. Annenkirche                      | Annaberg-Buchholz Lage          | 78,6 m   | 32 m              | 174                               | nein                                  | [ 39 ] |
| Konstanzer Münster                   | Konstanz Lage                   | 78 m     | 52 m              | 269                               | nein                                  | [ 40 ] |
| Nikolaikirche                        | Potsdam Lage                    | 77 m     | 42 m              | 228                               | nein                                  | [ 41 ] |
| St. Nikolai                          | Berlin-Spandau Lage             | 77 m     | 53,8 m            | 230                               | nein                                  | geöffnet nur mit Führung |
| Nikolaikirche                        | Leipzig Lage                    | 76 m     | 45 m              | 222                               | nein                                  | [ 43 ] |
| St. Marien und Andreas               | Rathenow Lage                   | 75,4 m   | 51 m              | 260 +                             | nein                                  | bis 1. Dezember 2025 wegen Bauarbeiten geschlossen |
| St. Aegidien                         | Oschatz Lage                    | 75 m     | 55 m              | 256                               | nein                                  | [ 46 ] |
| St. Jakob                            | Köthen Lage                     | 75 m     | 43 m              | 222                               | nein                                  | [ 47 ] |
| Marktkirche St. Bonifacii            | Bad Langensalza Lage            | 73,6 m   | 43,7 m            | 202                               | nein                                  | [ 48 ] |
| Stadtkirche St. Wenzel               | Naumburg Lage                   | 72,74 m  | 53,68 m           | 242                               | nein                                  | [ 49 ] |
| St. Michael                          | Jena Lage                       | 72,5 m   | 53,5 m            | 244                               | nein                                  | [ 50 ] |
| Stadtkirche St. Petri                | Freiberg Lage                   | 72 m     | 45 m              | 230                               | nein                                  | geöffnet mit Führung |
| Dreieinigkeitskirche                 | Regensburg Lage                 | 70 m     | ?                 | 157                               | nein                                  | [ 52 ] |
| St.-Johannis-Kirche                  | Magdeburg Lage                  | 69 m     | 52 m              | 277                               | nein                                  | [ 53 ] |
| Marienkirche                         | Wittstock (Dosse) Lage          | 68 m     | 45 m              | 202                               | nein                                  | [ 54 ] |
| St. Marien                           | Kamenz Lage                     | 68 m     | 41 m              | 184                               | nein                                  | [ 55 ] |
| Thomaskirche                         | Leipzig Lage                    | 68 m     | 50 m              | 232                               | nein                                  | geöffnet nur mit Führung |
| Stiftskirche                         | Tübingen Lage                   | 68 m     | 45 m              | 169                               | nein                                  | [ 57 ] |
| Stadtkirche Sternberg                | Sternberg Lage                  | 66 m     | 55 m              | 189                               | nein                                  | [ 58 ] |
| Marktkirche St. Cosmas und Damian    | Goslar Lage                     | 66 m     | 44,8 m            | 233                               | nein                                  | [ 59 ] |
| St. Petri                            | Wörlitz Lage                    | 66 m     | 39,1 m            | 200                               | nein                                  | [ 60 ] |
| Speyerer Dom                         | Speyer Lage                     | 65,6 m   | 60 m              | 304                               | nein                                  | geöffnet nur mit Führung |
| St. Crucis                           | Bad Sooden-Allendorf Lage       | 65 m     | 38,2 m            | 204                               | nein                                  | [ 62 ] |
| St. Georg                            | Dinkelsbühl Lage                | 65 m     | 54 m              | 222                               | nein                                  | Bis auf Weiteres geschlossen (Stand 2024). |
| St. Martin                           | Memmingen Lage                  | 64 m     | 48,8 m            | 225                               | nein                                  | geöffnet nur mit Führung |
| Naumburger Dom                       | Naumburg Lage                   | 64 m     | 52 m              | 221                               | nein                                  | geöffnet nur mit Führung |
| Kilianskirche                        | Heilbronn Lage                  | 64 m     | 35,5 m            | 203                               | nein                                  | [ 66 ] |
| St. Bartholomäi                      | Altenburg Lage                  | 64 m     | 30,5 m            | 147                               | nein                                  | [ 67 ] |
| Stadtkirche Darmstadt                | Darmstadt Lage                  | 63 m     | 45 m              | ?                                 | nein                                  | Turmaufstieg nur an bestimmten Tagen im Jahr |
| Georgenkirche                        | Wismar Lage                     | 63 m     | 34 m              | 193 (Nottreppe)                   | ja                                    | Fahrstuhlnutzung obligat |
| St. Nicolaikirche                    | Döbeln Lage                     | 63 m     | 30 m              | 130                               | nein                                  | [ 70 ] |
| St. Petri                            | Seehausen Lage                  | 62 m     | 45 m              | 174                               | nein                                  | [ 71 ] |
| Petri-Turm                           | Nordhausen Lage                 | 62 m     | ?                 | ?                                 | nein                                  | [ 72 ] |
| Französischer Dom                    | Berlin Lage                     | 60,58 m  | 39,34 m           | 264                               | nein                                  | [ 73 ] |
| Johanniskirche                       | Zittau Lage                     | 60 m     | 53 m              | 267                               | nein                                  | [ 74 ] [ 75 ] |
| Hausmannstürme der Marktkirche Halle | Halle (Saale) Lage              | 60 m     | 43 m              | 222                               | nein                                  | Teilweise nur mit Führung geöffnet |
| St. Nikolai                          | Jüterbog Lage                   | 60 m     | 45 m              | 217                               | nein                                  | Südturm und über die Bogenbrücke zugängliche Spitze des Nordturms begehbar. |
| Marktkirche                          | Hameln Lage                     | 60 m     | 52 m              | 205                               | nein                                  | [ 78 ] |
| St. Marien                           | Gransee Lage                    | 58,5 m   | 33,5 m            | 161                               | nein                                  | geöffnet nur mit Führung |
| Nikolaikirche                        | Anklam Lage                     | 58 m     | 52 m              | 233                               | nein                                  | [ 80 ] |
| St. Marien                           | Homberg (Efze) Lage             | 57,25 m  | ?                 | 217                               | nein                                  | geöffnet nur mit Führung |
| Stadtkirche                          | Calau Lage                      | 58 m     | 37,2 m            | 164                               | nein                                  | geöffnet nur mit Führung |
| Liebfrauenmünster                    | Donauwörth Lage                 | 57 m     | ?                 | 218                               | nein                                  | geöffnet nur mit Führung |
| Stiftskirche                         | Neustadt an der Weinstraße Lage | 57 m     | 45 m              | 200                               | nein                                  | geöffnet nur mit Führung |
| Maria-Magdalenen-Kirche              | Eberswalde Lage                 | 57 m     | 27,25 m           | 128                               | nein                                  | Zugänglichkeit derzeit (2024) fraglich |
| Nikolaikirche                        | Bad Schmiedeberg Lage           | 55,9 m   | 32,8 m            | 211                               | nein                                  | [ 86 ] [ 87 ] |
| Frauenkirche                         | Meißen Lage                     | 55,61 m  | 42 m              | 201                               | nein                                  | [ 88 ] |
| Oberkirche St. Nikolai               | Cottbus Lage                    | 55 m     | 32 m              | 143                               | nein                                  | [ 89 ] |
| Stadtkirche St. Wenceslai            | Wurzen Lage                     | 54 m     | 34,5 m            | 169                               | nein                                  | [ 90 ] |
| Stiftskirche                         | Herrenberg Lage                 | 54 m     | 30 m              | 151                               | nein                                  | dort Glockenmuseum mit 35 freischwingenden Glocken, derzeit (2024) wegen Bauarbeiten geschlossen |
| St. Nicolai                          | Coswig Lage                     | 52 m     | 28,5 m            | 149                               | nein                                  | [ 92 ] |
| Stadtkirche Neustrelitz              | Neustrelitz Lage                | 52 m     | 45 m              | 203                               | nein                                  | [ 93 ] |
| St.-Petri-Kirche                     | Wolgast Lage                    | 50 m     | 40 m              | 184                               | nein                                  | [ 94 ] |
| Stadtkirche Meiningen                | Meiningen Lage                  | 50 m     | 35 m              | 142                               | nein                                  | [ 95 ] |